# Équipe de Grande-Bretagne olympique de football
Cet article traite de l'équipe masculine. Pour l'équipe féminine, voir Équipe de Grande-Bretagne olympique féminine de football.
Maillots
L'équipe de Grande-Bretagne olympique de football  est constituée par une sélection des meilleurs joueurs britanniques. Cette équipe a été réunie entre 1908 et 1972 puis en 2012 pour participer à des matchs amicaux et aux tournois de football des Jeux olympiques. « Grande-Bretagne » est le nom utilisé par le Royaume-Uni aux Jeux olympiques.

## Historique
En temps normal, le Royaume-Uni est représenté par les nations qui le constituent ; l'équipe d'Angleterre, l'équipe d'Écosse, l'équipe d'Irlande du Nord et par l'équipe du pays de Galles, qui participent à la Coupe du monde de la FIFA et au Championnat d'Europe de football (UEFA).
En 1900, dans le cadre des Jeux olympiques, c'est le club londonien d'Upton Park FC qui représente la Grande-Bretagne lors du premier tournoi de football qui n'est pas à l'époque officiel - il sera seulement officialisé rétrospectivement par le CIO. Les équipes nationales font leur apparition aux Jeux olympiques en 1908 à Londres et disputent alors le premier tournoi officiel (reconnu par la FIFA). Lors de ces jeux de Londres il est initialement prévu que le Royaume-Uni engage dans les sports de hockey sur gazon et de football quatre équipes nationales : Angleterre, Écosse, pays de Galles et Irlande. Si les quatre nations britanniques répondent présent dans le tournoi de hockey, il n'en est pas de même dans celui de football. En effet, à l'heure du football professionnel, la fédération anglaise est la seule des quatre associations britanniques à disposer de sa propre équipe amateur, tandis que les fédérations écossaise, galloise et irlandaise, ne souhaitant pas pour l'occasion mettre sur pied une équipe amateur, déclinent simplement l'invitation. L'Angleterre se retrouve seule pour représenter le royaume et l'équipe d’Angleterre amateur endosse alors officiellement l'étiquette d' « équipe de Grande-Bretagne » aux Jeux olympiques. L'équipe anglaise amateur dispute à nouveau les Jeux olympiques sous la bannière de la Grande-Bretagne en 1912 et 1920. Après avoir complètement boudé les Jeux olympiques en 1924 et 1928, les Britanniques sont de retour en 1936 et, les quatre fédérations étant enfin d'accord pour associer leurs meilleurs joueurs amateurs au sein d'une équipe commune, alignent cette fois une véritable équipe de Grande-Bretagne. L'équipe de Grande-Bretagne enchaîne ensuite régulièrement les participations au tournoi olympique jusqu'en 1960.
Incapable de se qualifier pour les Jeux entre 1964 et 1972, l'équipe de Grande-Bretagne disparait lorsque la fédération anglaise renonce en 1974 à faire toute distinction entre footballeurs amateurs et professionnels : l'équipe n'a plus joué un match entre 1972 et 2012. Les jeux olympiques d'été de 2012 étant organisés à Londres, le comité national olympique a décrété, sous l'impulsion de Sebastian Coe, que le tournoi de football serait disputé par l'équipe de Grande-Bretagne de football, remise sur pied spécialement pour l'occasion. Cette décision est cependant rejetée catégoriquement par la fédération écossaise de football, de crainte que la Grande-Bretagne ou le Royaume-Uni ne soient perçus comme des nations. Puis la fédération de football de Galles et l'association irlandaise de football (Irlande du Nord) se retirent des discussions, inquiètes de disparaitre au profit de l'équipe de Grande-Bretagne. Ces trois associations laissent toutefois le champ libre à la fédération anglaise pour engager son équipe. Néanmoins, rien n'empêche quiconque de participer aux Jeux olympiques. Ainsi, de nombreux joueurs gallois expriment leur désir de jouer dans cette équipe de Grande-Bretagne olympique et finalement cinq d'entre eux sont sélectionnés par la fédération anglaise de football, dont Ryan Giggs qui est nommé capitaine de l'équipe.

## Palmarès
Vainqueur des Jeux olympiques 1908 et 1912.

## Parcours lors des Jeux olympiques

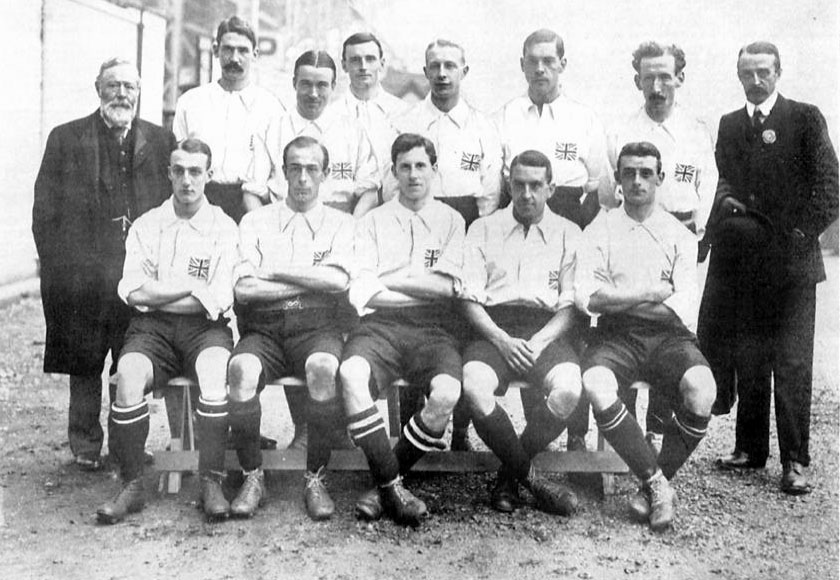
L'équipe de Grande-Bretagne olympique lors des JO de 1908

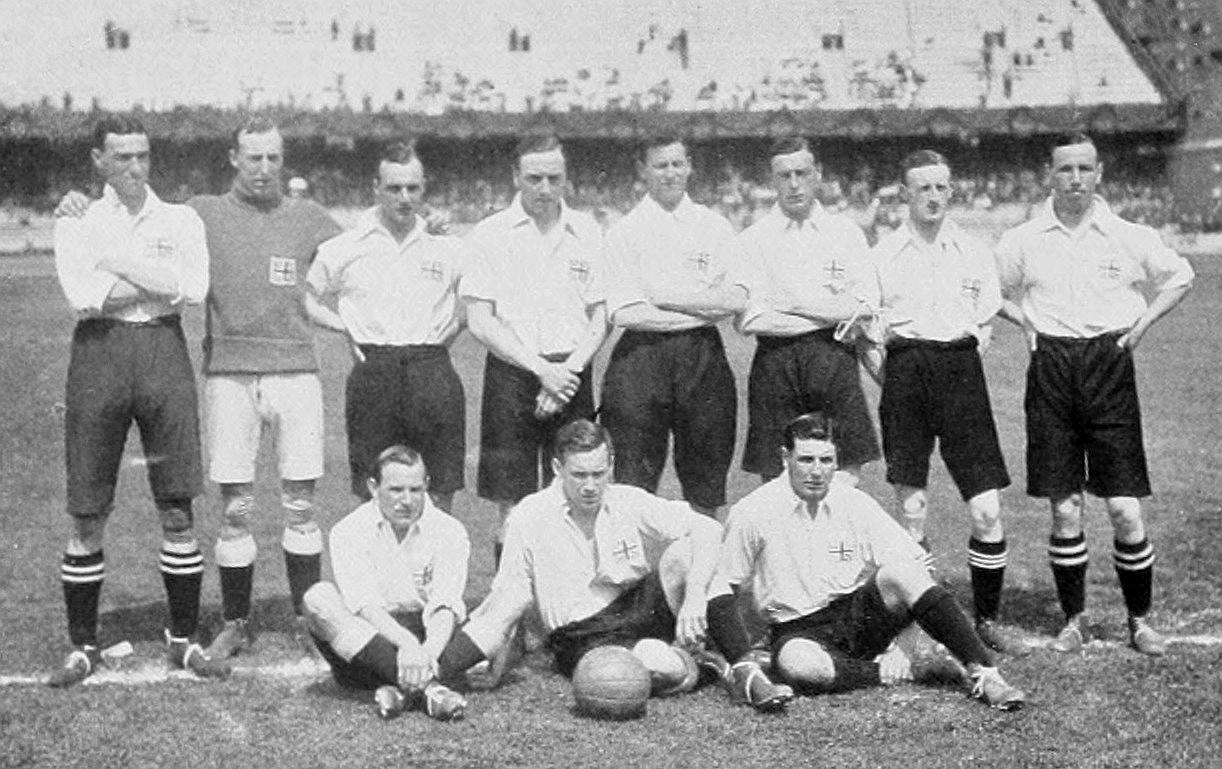
L'équipe de Grande-Bretagne olympique lors des JO de 1912

Depuis les Jeux olympiques d'été de 1992, le tournoi est joué par des joueurs de moins de 23 ans .
| Football aux Jeux olympiques | Football aux Jeux olympiques   | Football aux Jeux olympiques | Football aux Jeux olympiques | Football aux Jeux olympiques | Football aux Jeux olympiques | Football aux Jeux olympiques | Football aux Jeux olympiques | Football aux Jeux olympiques |
| Équipe de club               | Équipe de club                 | Équipe de club               | Équipe de club               | Équipe de club               | Équipe de club               | Équipe de club               | Équipe de club               | Équipe de club               |
| Année                        | Tour                           | Classement                   | J                            | G                            | N                            | P                            | Bp                           | Bc                           |
| ---------------------------- | ------------------------------ | ---------------------------- | ---------------------------- | ---------------------------- | ---------------------------- | ---------------------------- | ---------------------------- | ---------------------------- |
| 1896                         | Pas de Tournoi                 | Pas de Tournoi               | Pas de Tournoi               | Pas de Tournoi               | Pas de Tournoi               | Pas de Tournoi               | Pas de Tournoi               | Pas de Tournoi               |
| 1900                         | Upton Park FC (Vainqueur)      | 1                            | 1                            | 1                            | 0                            | 0                            | 4                            | 0                            |
| 1904                         | Pas de participant britannique | -                            | -                            | -                            | -                            | -                            | -                            | -                            |
| Équipe de Grande-Bretagne    |                                |                              |                              |                              |                              |                              |                              |                              |
| Année                        | Tour                           | Classement                   | J                            | G                            | N                            | P                            | Bp                           | Bc                           |
| 1908                         | Vainqueur                      | 1                            | 3                            | 3                            | 0                            | 0                            | 18                           | 1                            |
| 1912                         | Vainqueur                      | 1                            | 3                            | 3                            | 0                            | 0                            | 15                           | 2                            |
| 1920                         | 1er tour                       | 11                           | 1                            | 0                            | 0                            | 1                            | 1                            | 3                            |
| 1924                         | Non participant                | -                            | -                            | -                            | -                            | -                            | -                            | -                            |
| 1928                         | Non participant                | -                            | -                            | -                            | -                            | -                            | -                            | -                            |
| 1932                         | Pas de Tournoi                 | Pas de Tournoi               | Pas de Tournoi               | Pas de Tournoi               | Pas de Tournoi               | Pas de Tournoi               | Pas de Tournoi               | Pas de Tournoi               |
| 1936                         | Quart de finale                | 5                            | 2                            | 1                            | 0                            | 1                            | 6                            | 5                            |
| 1948                         | Demi-finale                    | 4                            | 4                            | 2                            | 0                            | 2                            | 7                            | 11                           |
| 1952                         | Tour préliminaire              | 22                           | 1                            | 0                            | 0                            | 1                            | 3                            | 5                            |
| 1956                         | Quart de finale                | 7                            | 1                            | 0                            | 0                            | 1                            | 1                            | 6                            |
| 1960                         | 1er tour                       | 13                           | 3                            | 1                            | 1                            | 1                            | 8                            | 8                            |
| 1964                         | Non qualifié                   | -                            | -                            | -                            | -                            | -                            | -                            | -                            |
| 1968                         | Non qualifié                   | -                            | -                            | -                            | -                            | -                            | -                            | -                            |
| 1972                         | Non qualifié                   | -                            | -                            | -                            | -                            | -                            | -                            | -                            |
| 1976                         | Non participant                | -                            | -                            | -                            | -                            | -                            | -                            | -                            |
| 1980                         | Non participant                | -                            | -                            | -                            | -                            | -                            | -                            | -                            |
| 1984                         | Non participant                | -                            | -                            | -                            | -                            | -                            | -                            | -                            |
| 1988                         | Non participant                | -                            | -                            | -                            | -                            | -                            | -                            | -                            |
| 1992                         | Non participant                | -                            | -                            | -                            | -                            | -                            | -                            | -                            |
| 1996                         | Non participant                | -                            | -                            | -                            | -                            | -                            | -                            | -                            |
| 2000                         | Non participant                | -                            | -                            | -                            | -                            | -                            | -                            | -                            |
| 2004                         | Non participant                | -                            | -                            | -                            | -                            | -                            | -                            | -                            |
| 2008                         | Non participant                | -                            | -                            | -                            | -                            | -                            | -                            | -                            |
| 2012                         | Quart de finale                | 5                            | 4                            | 2                            | 2                            | 0                            | 6                            | 3                            |
| 2016                         | Non participant                | -                            | -                            | -                            | -                            | -                            | -                            | -                            |
| 2021                         | Non participant                | -                            | -                            | -                            | -                            | -                            | -                            | -                            |
| 2024                         | À venir                        | -                            | -                            | -                            | -                            | -                            | -                            | -                            |
| Total                        | 8/25                           | 2 médailles                  | 22                           | 12                           | 3                            | 7                            | 64                           | 44                           |

## Effectif lors des Jeux de 2012
Liste des joueurs convoqués par  Stuart Pearce pour disputer les Jeux olympiques d'été de 2012. 
| N° | Pos | Nom                            | Date de naissance  | Sélections | Buts | Club                 |  |
| -- | --- | ------------------------------ | ------------------ | ---------- | ---- | -------------------- |  |
| 1  | GB  | Jack Butland                   | 10 mars 1993       | 3          | 0    | Birmingham City      |  |
| 18 | GB  | Jason Steele                   | 18 août 1990       | 0          | 0    | Middlesbrough        |  |
|    |     |                                |                    |            |      |                      |  |
| 3  | DF  | Ryan Bertrand                  | 5 août 1989        | 2          | 0    | Chelsea              |  |
| 5  | DF  | Steven Caulker                 | 29 décembre 1991   | 3          | 0    | Tottenham Hotspur    |  |
| 6  | DF  | Craig Dawson                   | 6 mai 1990         | 1          | 0    | West Bromwich Albion |  |
| 14 | DF  | Micah Richards                 | 24 juin 1988 *     | 3          | 0    | Manchester City      |  |
| 4  | DF  | Danny Rose                     | 2 juillet 1990     | 2          | 0    | Tottenham Hotspur    |  |
| 2  | DF  | Neil Taylor                    | 7 février 1989     | 3          | 0    | Swansea City         |  |
| 12 | DF  | James Tomkins                  | 29 mars 1989       | 1          | 0    | West Ham United      |  |
|    |     |                                |                    |            |      |                      |  |
| 8  | ML  | Joe Allen                      | 14 mars 1990       | 3          | 0    | Liverpool FC         |  |
| 7  | ML  | Tom Cleverley                  | 12 août 1990       | 3          | 0    | Manchester United    |  |
| 13 | ML  | Jack Cork                      | 25 juin 1989       | 3          | 0    | Southampton          |  |
| 11 | ML  | Ryan Giggs                     | 29 novembre 1973 * | 4          | 1    | Manchester United    |  |
| 16 | ML  | Scott Sinclair                 | 25 mars 1989       | 2          | 1    | Swansea City         |  |
| 15 | ML  | Aaron Ramsey                   | 26 décembre 1990   | 3          | 0    | Arsenal              |  |
|    |     |                                |                    |            |      |                      |  |
| 10 | AT  | Craig Bellamy (vice-capitaine) | 13 juillet 1979 *  | 3          | 1    | Liverpool            |  |
| 17 | AT  | Marvin Sordell                 | 17 février 1991    | 2          | 0    | Bolton Wanderers     |  |
| 9  | AT  | Daniel Sturridge               | 1er septembre 1989 | 3          | 2    | Chelsea              |  |

* Trois joueurs de plus de 23 ans complètent l'équipe des moins de 23 ans
actualisé le 3 août 2012

## Rencontres
| No | Date            | Lieu                        | Adversaire          | Score            | Comp.                         | Buteur(s) Grande-Bretagne                    |
| -- | --------------- | --------------------------- | ------------------- | ---------------- | ----------------------------- | -------------------------------------------- |
| 1  | 26 juillet 2012 | Old Trafford, Manchester    | Sénégal             | 1-1              | Jeux olympiques d'été de 2012 | Craig Bellamy                                |
| 2  | 29 juillet 2012 | Wembley Stadium, Londres    | Émirats arabes unis | 3-1              | Jeux olympiques d'été de 2012 | Ryan Giggs, Scott Sinclair, Daniel Sturridge |
| 3  | 1er août 2012   | Millennium Stadium, Cardiff | Uruguay             | 1-0              | Jeux olympiques d'été de 2012 | Daniel Sturridge                             |
| 4  | 4 août 2012     | Millennium Stadium, Cardiff | Corée du Sud        | 1-1 ap (tab 4-5) | Jeux olympiques d'été de 2012 | Aaron Ramsey                                 |

## Entraîneurs
- 1900 :  James Henry Jones
- 1908 :  Alfred Davis
- 1912 :  Adrian Birch
- 1920 :  George Latham
- 1936 :  William Voisey
- 1948 :  Matt Busby
- 1952 :  Walter Winterbottom
- 1952-1960 :  Norman Creek
- 1964-1974 :  Charles Hughes
- 2011-2012 :  Stuart Pearce